# JS F3 3501–3512
Die dreiachsigen Gepäckwagen der Gattung F3 und den Nummern 3501–3512 der Jura-Simplon-Bahn (JS) waren ab 1891 im Einsatz.

## Geschichte
1890 bestellte die JS bei der Schweizerischen Industrie-Gesellschaft (SIG) zwölf dreiachsige Gepäckwagen die bis 1891 geliefert wurden. Die Wagen verfügten über eine Toilette, eine Gefangenenzelle und zwei Hundetransportkästen sowie über elektrische Beleuchtung und Dampfheizung. Das Fahrgestell besass Lenkachsen mit Mittelrahmen.
Bei der Verstaatlichung der JS 1903 wurden die Wagen von den Schweizerischen Bundesbahnen (SBB) übernommen und bekamen die Nummer 18101–18112. 1944 wurden die Wagen bei der Schweizerischen Wagons- und Aufzügefabrik AG Schlieren-Zürich umgebaut und bekamen die Nummern F 16461–16472. Wie lange diese Wagen im Einsatz waren, ist nicht genau bekannt.

## Detailzeichnung